# Prosenactia liebermanni
Prosenactia liebermanni là một loài ruồi trong họ Tachinidae.